# 骨化
骨化（こつか、英: ossification、独: Ossifikation, Verknöcherung）は、発生過程において骨組織が作られることを示す。正常な骨化は膜内骨化および軟骨内骨化に分類される。

## 膜内骨化
胎生期における神経堤細胞に由来する。未分化間葉細胞が骨芽細胞に分化し、類骨（osteoid）、骨小柱（bone trabecula）を経て骨細胞となる。これを膜内骨化(intramembranous ossification)という。骨芽細胞は複数の骨化中心で骨様組織を合成、分泌して骨様組織の無機質沈着が起きる。そしてその骨芽細胞は小腔に閉じ込められ骨細胞になる。前頭骨、頭頂骨、後頭骨、側頭骨、頭蓋冠を構成する扁平骨、下顎骨の一部、鎖骨などがある。
異甲類の外骨格に由来するものと考えられている。

## 軟骨内骨化

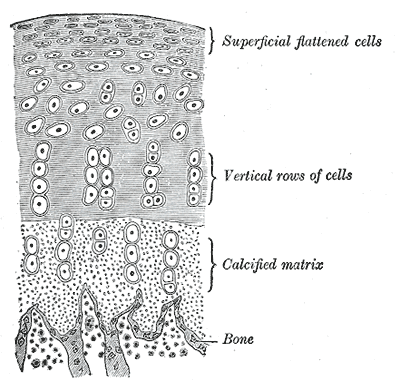
軟骨内骨化の過程
上の方が軟骨である。

胎生～思春期における硝子軟骨が骨組織に置換されることを軟骨内骨化（内軟骨性骨化）という。椎骨、四肢骨などがある。すなわち胎生期は軟骨で骨格が作られている。軟骨性骨化によってできる骨は軟骨性骨と呼ばれることがある。
細胞レベルで見てみると次の現象が起こっている。軟骨細胞は肥大化後、やがて細胞死する。細胞死中の軟骨細胞は破骨細胞に取り込まれて処理される。軟骨細胞がなくなった部分には、骨芽細胞が骨基質を分泌して骨を形成する。成長期では、軟骨細胞が破骨細胞に吸収される速さと、骨芽細胞によって石灰化していく速さが等しく、動的平衡を保っているため、身長が伸びる。ホルモン異常により、思春期を過ぎても骨化がつづく場合があり、末端肥大症や、巨人症を引き起こす。

## 異所性骨化
異所性骨化（英: heterotopic ossification, heterotopic bone formation、独: heterotopische Ossifikation）は、本来骨形成の起こらない軟部組織に認められる骨形成の総称で、異所的骨形成ともいう。骨組織以外の筋肉、腱、靭帯、臓器に骨形成が起こることは古くから知られ、実験的にも骨誘導研究が続いているが、そのメカニズムにはいまだ不明確な部分が多い。臨床的には、脊椎の靭帯に骨化が生じ様々な症状を呈する後縦靭帯骨化症、黄色靭帯骨化症（黄色靭帯肥厚症）が多く見られ、重要視される。この他、幼少期に発症する進行性骨化性筋炎、外傷後に見られる外傷性骨化性筋炎、関節周辺の外傷後に見られる異所性骨化、人工関節置換術後に見られる関節周辺の異所性骨化などが問題視される。また腫瘍やその類似疾患としては軟部骨肉腫 osteosarcoma of the soft part などがある。

### 骨化性筋炎
骨化性筋炎（英: ossifying myositis、独: Myositis ossificans）のうち、外傷性骨化性筋炎 traumatic ossifying myositis は外傷後骨化 posttraumatic ossification ともいい、骨折時や関節が高度に損傷した時に起こる。関節包、骨膜が骨から剥離し、そこに生じた血腫から骨化が発生する。小児の肘関節の脱臼骨折に多く見られる。また骨折手術後における過剰な機能訓練でも見られることがある。いずれの場合も関節を十分に安静に保ち、局所の血腫形成を最小限に抑えることが必要となる。